# Dansville (condado de Steuben, Nueva York)
Dansville es un pueblo ubicado en el condado de Steuben en el estado estadounidense de Nueva York. En el año 2000 tenía una población de 1,977 habitantes y una densidad poblacional de 16 personas por km².

## Geografía
Dansville se encuentra ubicado en las coordenadas 42°28′37″N 77°39′56″O / 42.47694, -77.66556.

## Demografía
Según la Oficina del Censo en 2000 los ingresos medios por hogar en la localidad eran de $35,875, y los ingresos medios por familia eran $40,909. Los hombres tenían unos ingresos medios de $30,274 frente a los $24,118 para las mujeres. La renta per cápita para la localidad era de $15,094. Alrededor del 10% de la población estaban por debajo del umbral de pobreza.